# Sejny
Sejny  ( en lituano: Seinai ) es una ciudad en el noreste de Polonia y la capital del condado de Sejny, en el voivodato de Podlaskie, cerca de la frontera norte con Lituania y Bielorrusia. Se encuentra en la parte oriental de la zona del lago Suwałki (en polaco: Pojezierze Suwalskie ), a orillas del río Marycha ( Seina en lituano que da nombre a la ciudad), siendo un afluente del Czarna Hańcza. En 1999 contaba con casi 6.500 habitantes permanentes, con un fuerte aumento estacional durante la temporada turística.

## Etimología
Según una leyenda, la ciudad de Sejny fue fundada por tres de los antiguos caballeros del rey de Polonia Vladislao II de Polonia, que tras la batalla de Grunwald les concedió una parcela de tierra en lo que hoy es Sejny. Los tres eran muy ancianos y bautizaron el asentamiento con el nombre de Seni, que es una palabra lituana que significa Ancianos. Supuestamente, este nombre se dio a la ciudad de Sejny. Sin embargo, ningún hallazgo arqueológico o documento apoya esta leyenda.
El nombre es de origen yotvingio. El lingüista Jerzy Nalepa ha propuesto que el nombre del río cercano Sejna (ahora Marycha ) y el nombre de la ciudad son yotvingios. Esta conclusión se basa en dos características:
1. la presencia de la "s" del Báltico occidental (frente a la "š" lituana moderna)
2. retención del diptongo "ei".

Los cognados son el pol. siano y el lit. šienas, ambos con el significado de "hay".

## Historia

### Edad Media
A principios de la Edad Media, la zona que comprende la moderna Sejny estaba habitada por los yotvingios, una de las tribus bálticas estrechamente emparentada con los lituanos que habían llegado a la zona en el primer milenio. Desde el siglo XIII, la zona fue objeto de continuas luchas entre la Orden Teutónica y Lituania. Esto hizo que la zona se despoblara casi por completo, y que sólo sobrevivieran unos pocos yotvingios autóctonos. El primer registro escrito de la zona donde ahora se encuentra la ciudad data de 1385, y en él se menciona una incursión armada de los caballeros alemanes de Castrum Leicze (Giżycko) a Merkinė.
Tras el Tratado de Melno de 1422, en el que se determinó la frontera teutón-lituana, la gente comenzó a regresar a los bosques de la zona. El territorio formó parte del Gran Ducado de Lituania dentro de la unión polaco-lituana bajo la dinastía Jagellón, desde 1569 transformada en la Mancomunidad polaco-lituana. Se pavimentaron nuevas carreteras, y una de ellas, la que conducía de Berżniki (Beržininkai) a través de Sejny a Merkinė, se convirtió en una notable ruta comercial.

### Era Moderna temprana

#### Siglo 16
En 1510, Michał Pac se convirtió en gobernador de la zona y fundó el asentamiento de Beržininkai ( en polaco: Berżniki ). Esto inició un período de rápido desarrollo de las antiguas tierras yotvingias. El 22 de diciembre de 1522, Segismundo I el Viejo ordenó al voivoda de Podlaskie Janusz Kostewicz que otorgara media milla cuadrada de tierra a orillas del río Sejna (ahora llamado Marycha) al hetman Iwan Wiśniowiecki . El 21 de mayo del año siguiente, Kostewicz describió la parcela en una carta al rey y poco después Wiśniowiecki se convirtió en el propietario de la zona. Se construyó una nueva mansión de madera en el lugar donde el río Sejna llegaba al lago Sejny y pronto comenzó el asentamiento. Wiśniowiecki, un poderoso magnate de Volinia, nunca llegó allí personalmente y en su lugar nombró a su gobernador para gobernar la aldea.
En 1593 el pueblo fue vendido por su bisnieta Anna, esposa del voivoda de Witebsk Mikołaj Sapieha, a un noble local Jerzy Grodziński por sesenta veces la cantidad de 10.000 grosz en plata. Hasta 1602 transfirió el pueblo sin nombre (a veces denominado Sejna) a una ciudad llamada Juriewo, en honor a su fundador. Sin embargo, el nombre no se mantuvo y en su lugar se llamó Sejny.
El mercado de la ciudad estaba situado en una pequeña colina que domina la orilla derecha del río, cerca de la mansión de madera original. Estaba situado justo en la antigua ruta comercial. Al sur de la ciudad, se creó una nueva carretera que conducía a Grodno y el nuevo asentamiento recibió importantes ingresos del comercio. El fundador de la ciudad financió una iglesia católica de San Jorge y estableció una nueva parroquia.

#### Siglo 17

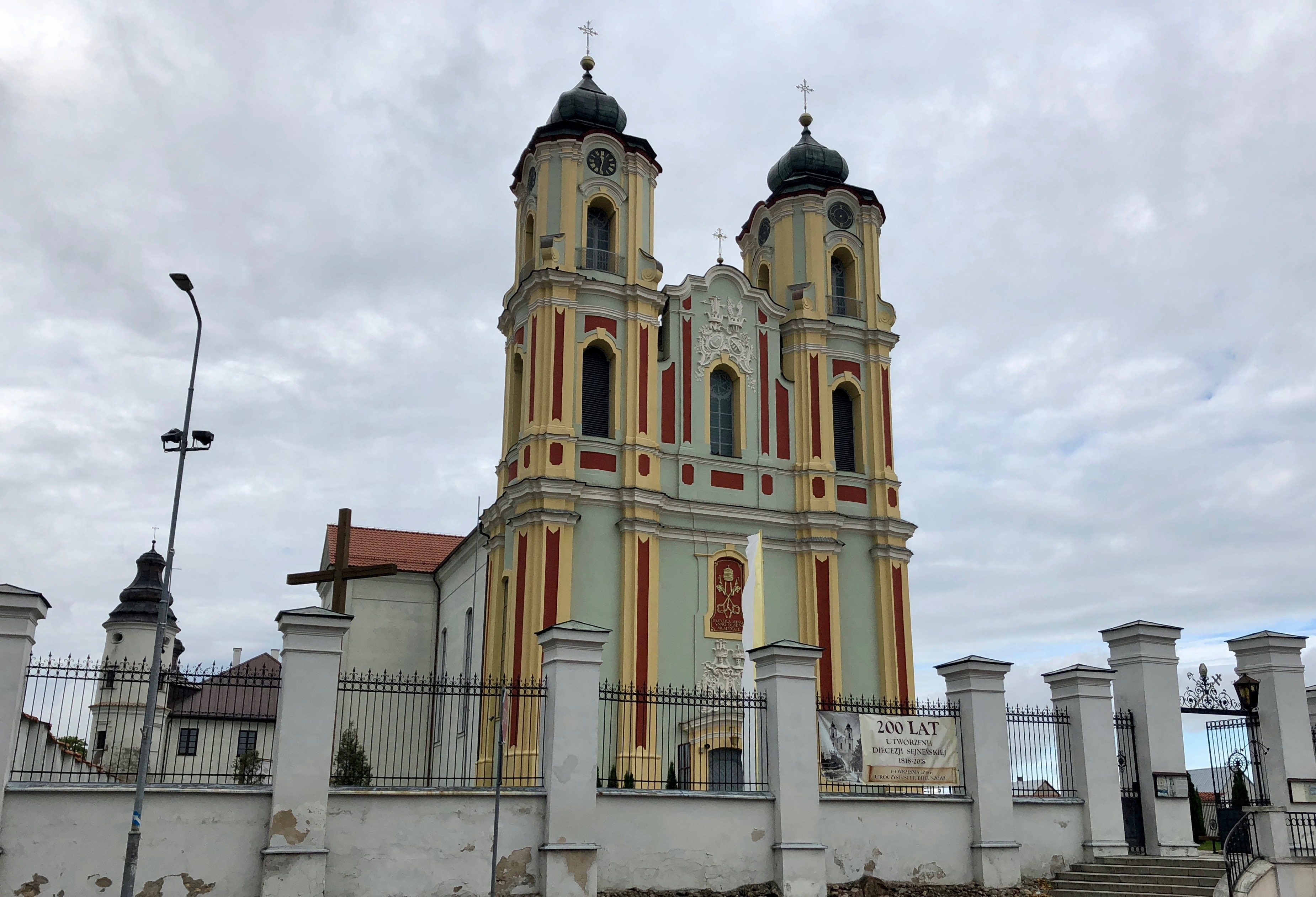
Iglesia barroca de la Visitación

Jerzy Grodziński murió sin herederos. El 16 de mayo de 1602 había legado todas sus propiedades al monasterio dominico de Vilnius. Murió el 12 de enero de 1603 y el 4 de junio de 1603 el rey Segismundo III Vasa aceptó el testamento. En 1610 los monjes iniciaron allí la construcción de un gran monasterio . La construcción del monasterio se terminó en 1619 y en 1632 se construyó una nueva iglesia cercana, dedicada a Santa María, San Jorge y San Jacinto . La ciudad se desarrolló lentamente, principalmente debido al escaso tráfico en las antiguas rutas comerciales a Grodno. En el siglo XVII se construyó otra iglesia, consagrada al Espíritu Santo. Se puso en marcha una imprenta y muy probablemente un hospital. El monasterio se ampliaba constantemente, convirtiéndose en uno de los ejemplos más notables de un monasterio fortificado en Europa Central.
La guerra con el Imperio Sueco, conocida como El Diluvio, fue desastrosa para la ciudad. En 1656, tras una gran batalla en las cercanías, la ciudad fue capturada por los suecos, saqueada y quemada hasta los cimientos. El monasterio sobrevivió y, una vez terminada la guerra, los monjes regresaron a la ciudad y comenzaron su reconstrucción. El 8 de noviembre de 1670, el rey Miguel I concedió a la ciudad el privilegio de organizar un mercado y una feria una vez a la semana. Esto ayudó a los monjes a repoblar la ciudad con nuevos colonos polacos, en su mayoría procedentes de la superpoblada Mazovia.

#### Siglo 18
A principios del siglo XVIII, la Gran Guerra del Norte puso fin a la prosperidad, ya que la ciudad fue saqueada por varios ejércitos seguidos. Los soldados también llevaron dos plagas consecutivas al pueblo.

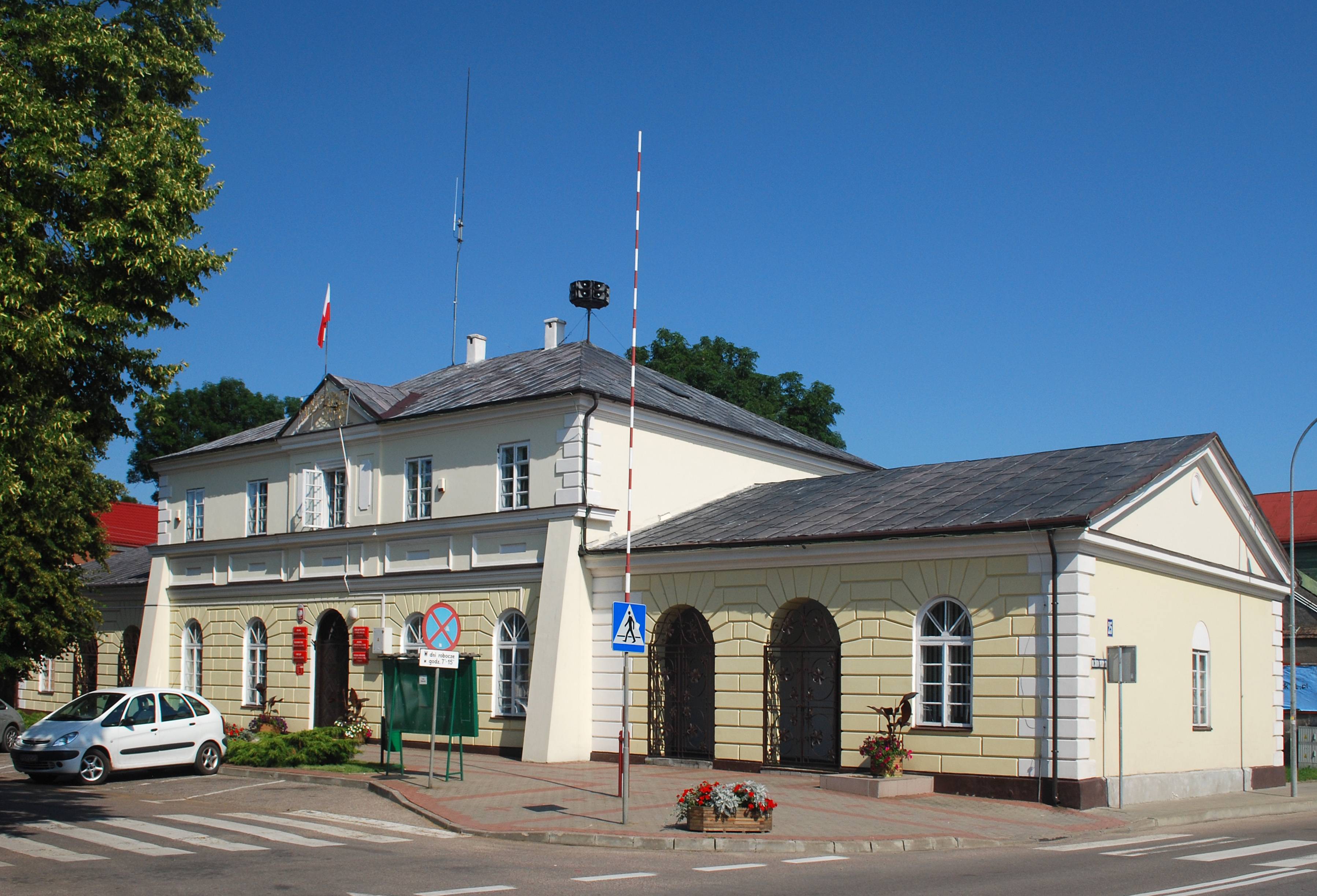
Ayuntamiento de Sejni

Al mismo tiempo, la zona se fue poblando y se fundaron numerosos asentamientos no lejos de Sejny. En 1715, los monjes camedulianos fundaron una aldea y un monasterio, que se convirtieron en la actual ciudad de Suwałki. Otras ciudades fundadas en ese periodo fueron Puńsk, Augustów, Jeleniewo y Krasnopol. Con el aumento de la prosperidad de la ciudad, los dominicos iniciaron la reconstrucción de Sejny, lo que llevó a la construcción de notables ejemplos de arquitectura barroca. La iglesia recibió una nueva fachada, en 1770 se construyó un nuevo ayuntamiento, y en 1778 se inauguró un nuevo mercado y una nueva sinagoga de madera.

### Siglo 19
Durante la Tercera Partición de Polonia, Sejny fue anexada por el Reino de Prusia en 1795 y pasó a formar parte de la recién establecida provincia de Nueva Prusia Oriental. Inicialmente descuidada, en 1807 la ciudad pasó a formar parte del efímero ducado polaco de Varsovia y un importante centro administrativo dentro del departamento de Łomża. Después de la derrota de Napoleón Bonaparte en 1815, la ciudad pasó a formar parte del recién formado Congreso de Polonia en la Partición Rusa de Polonia, conservando su estatus como sede de un powiat dentro del Voivodato de Augustów. En 1818, el obispado se trasladó a Sejny desde Wigry y en 1826 se estableció el Seminario Sacerdotal de Sejny. La ciudad continuó prosperando, a pesar de un gran incendio que asoló la ciudad a principios de ese año. La población también creció rápidamente. La prosperidad declinó en la última parte del siglo XIX.

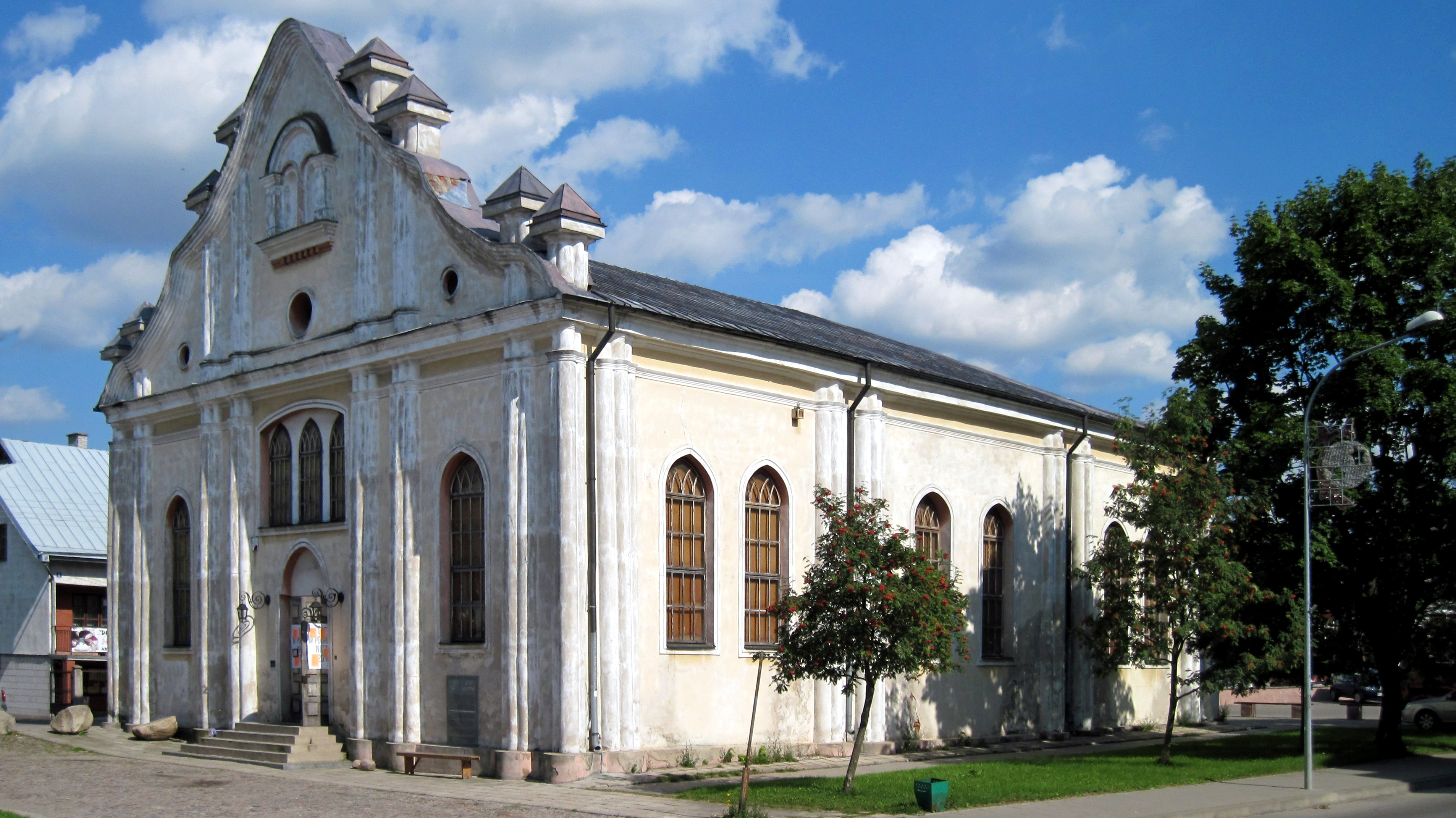
Sinagoga de Sejny, conocida como la sinagoga Blanca

.

#### Levantamientos
Durante el Levantamiento de Noviembre y el Levantamiento de Enero los habitantes de la ciudad participaron en las luchas contra la Rusia Imperial . Después de las masacres de manifestantes polacos cometidas por los rusos en Varsovia en 1861, se produjeron enfrentamientos con soldados rusos en Sejny. El condado de Sejny fue uno de los condados en los que operó la unidad insurgente de Józef Konstanty Ramotowski durante el Levantamiento de enero de 1863. Sejny fue uno de los sitios de ejecuciones rusas de insurgentes polacos durante el Levantamiento de enero. Hay un memorial en el lugar de las ejecuciones.
Tras los levantamientos, la ciudad fue privada de sus privilegios y abandonada por Rusia. La falta de desarrollo ferroviario por parte del Imperio Ruso impidió que la ciudad desarrollara la industria. Sejny siguió siendo una pequeña ciudad de provincias y un centro local de comercio. No obstante, en la década de 1860 se construyó la Sinagoga de Sejny, de estilo neobarroco, que ahora se utiliza como centro cultural tras la deportación y el asesinato de los judíos por la Alemania nazi en el Holocausto durante la Segunda Guerra Mundial.

### Primera Guerra Mundial

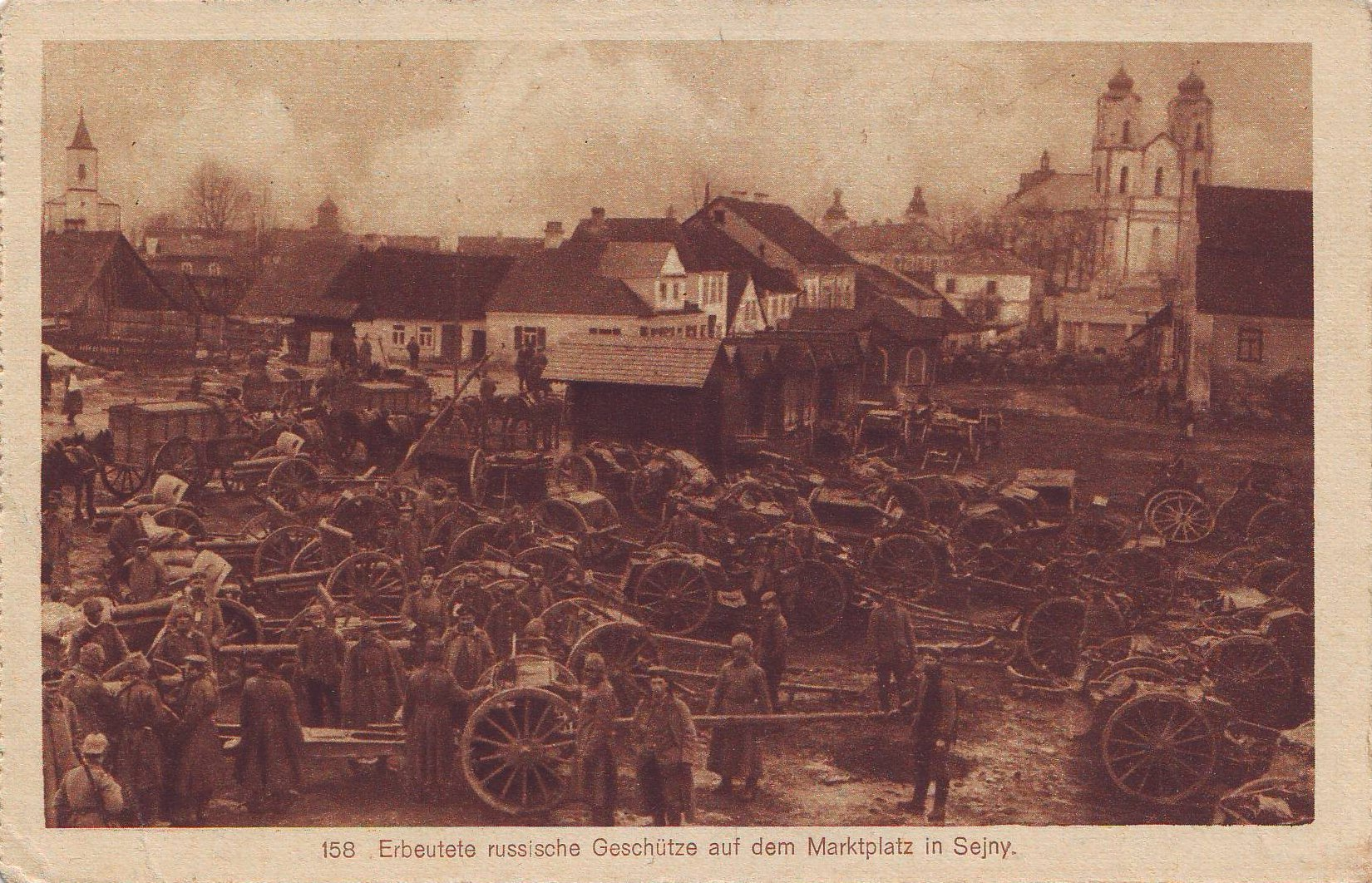
Sejny bajo ocupación alemana durante la Primera Guerra Mundial

Durante la Primera Guerra Mundial, en 1915, la ciudad fue capturada y luego ocupada por Alemania. En un principio, sus fuerzas la hicieron parte de la administración militar del Ober Ost, pero Alemania planeó que esta zona fuera uno de los estados títeres de Europa Central de acuerdo con su plan Mitteleuropa. Tras la derrota de Alemania en la guerra, las guarniciones alemanas comenzaron a retirarse de la zona.

### Entreguerras
El 8 de mayo de 1919, Alemania cedió la administración a Lituania, que acababa de declarar su independencia. Esto provocó tensiones entre Lituania y Polonia (que también declaró su independencia por la misma época), ya que ambas reclamaban la zona. Bajo la presión de la Conferencia de Embajadores (que más tarde se convertiría en la Sociedad de Naciones), Polonia dio inicialmente marcha atrás en la cuestión, pero, el 22 de agosto de 1919, el día en que las tropas alemanas se retiraron de la zona, la Organización Militar Polaca organizó una acción militar contra el dominio lituano en lo que se conoció como el Levantamiento de Sejny (o "Revuelta de Seinai"). Sejny cambió de manos varias veces. Durante estas batallas, ambos bandos utilizaron medidas represivas: los lituanos deportaron a algunas familias, mientras que los polacos cerraron todas las escuelas lituanas. El 28 de agosto, el levantamiento terminó con un éxito polaco, y la ciudad pasó a formar parte de Polonia. Después de que los polacos adquirieran la ciudad y sus alrededores, la población lituana de la región fue objeto de diversas represiones, que incluyeron desalojos; prohibición del uso de la lengua lituana en público; cierre de organizaciones, escuelas y prensa lituanas; y confiscación de propiedades. El historiador polaco Piotr Łossowski ha sugerido que ambos bandos exageraron las represiones que sufrieron durante el levantamiento y sus secuelas para obtener apoyo interno y externo. La ciudad de Sejny tenía entonces unos 2.500 habitantes.

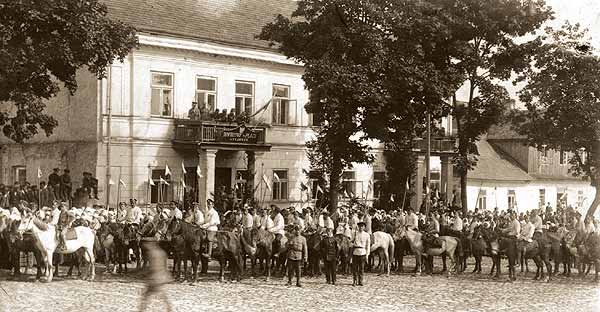
Desfile de la caballería polaca en Sejny en el período de entreguerras

Solo un año después, la ciudad fue capturada por la Rusia soviética en el curso de la guerra polaco-soviética . Para garantizar el derecho de paso por territorio lituano, el 12 de julio de 1920 las autoridades soviéticas firmaron el Tratado soviético-lituano de 1920, en el que cedían la zona a Lituania. El 19 de julio, los lituanos recuperaron la ciudad. Después de la Batalla de Varsovia, las fuerzas bolcheviques fueron derrotadas y el ejército polaco atacó a las fuerzas lituanas. Cuando la Conferencia de Paz de París estableció la frontera polaco-lituana más o menos correspondiente al statu quo ante bellum, las fuerzas lituanas se vieron obligadas a retirarse de la ciudad y el 31 de agosto de 1920 la ciudad volvió a pasar a manos polacas. Sin embargo, las autoridades lituanas aún reclamaron la zonay los lituanos contraatacaron con éxito el 2 de septiembre. Sin embargo, el ejército polaco recuperó la ciudad el 9 de septiembre. Al día siguiente, la última de las unidades lituanas se retiró al otro lado de la frontera y el 7 de octubre se firmó un acuerdo de alto el fuego, dejando a Sejny en el lado polaco de la frontera. En el período de entreguerras, la ciudad siguió siendo reclamada por Lituania.
En 1925 se suprimieron el obispado y el estatus de powiat, pero la ciudad siguió siendo un notable centro no sólo de comercio y de producción de madera y muebles, obteniendo beneficios de los bosques cercanos.

### Segunda Guerra Mundial

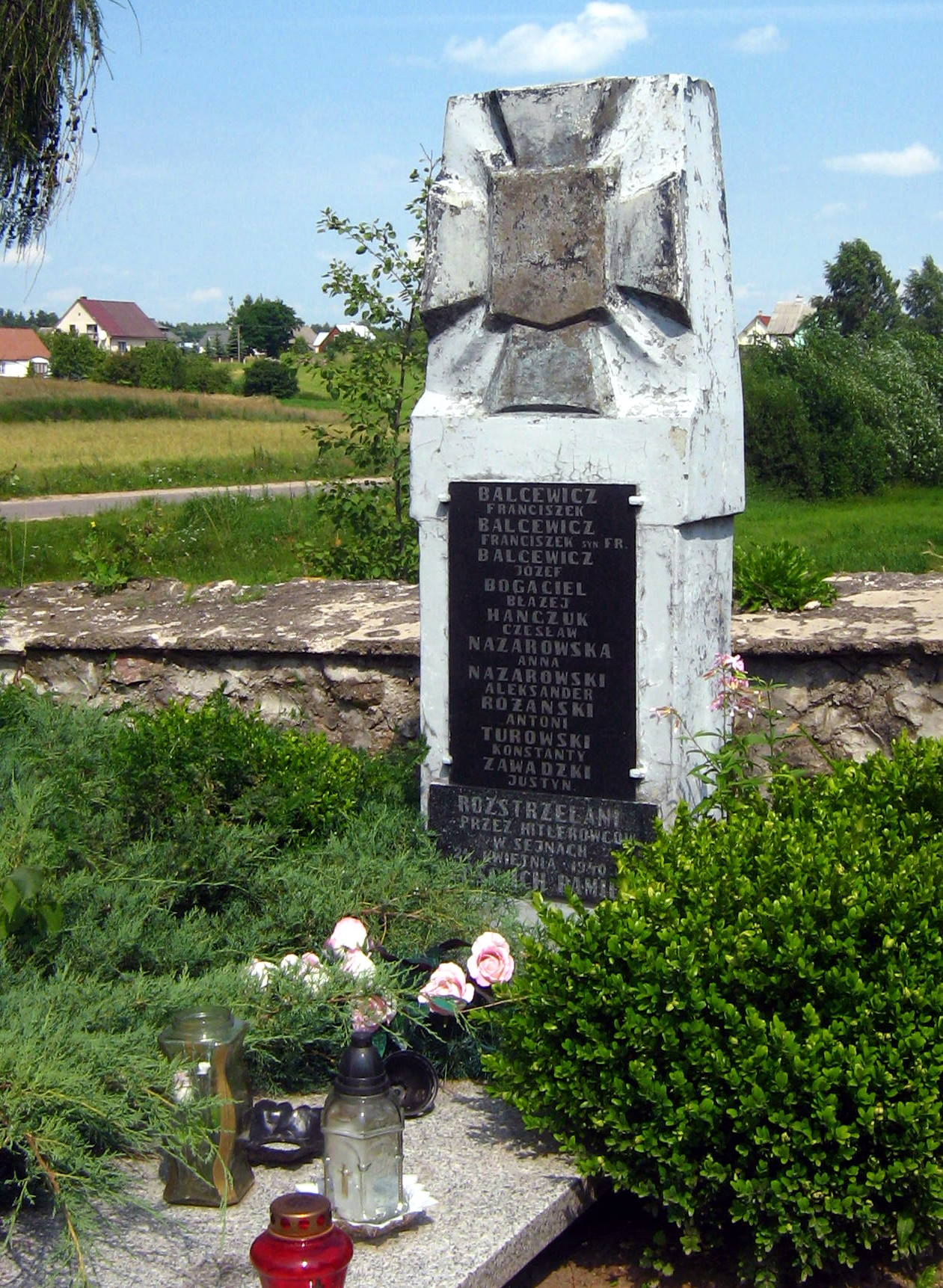
Fosa común de polacos asesinados por los alemanes el 24 de abril de 1940

Durante la invasión de Polonia, que inició la Segunda Guerra Mundial, en 1939 la ciudad fue capturada por primera vez por la Unión Soviética el 24 de septiembre de 1939. Sejny fue gravemente saqueada y el 13 de octubre de 1939 fue transferida a la Alemania nazi. Permaneció ocupada por los alemanes hasta agosto de 1944.
Los polacos fueron objeto de detenciones masivas, ejecuciones y deportaciones a campos de concentración nazis, y la comunidad judía local fue destruida casi por completo. Los alemanes llevaron a cabo una masacre de 10 polacos en el cementerio local en 1939. Los alemanes cerraron las escuelas polacas y lituanas y luego saquearon y destruyeron las bibliotecas escolares. Los polacos consiguieron organizar la enseñanza secreta, pero pronto los alemanes llevaron a cabo detenciones masivas de profesores polacos, que fueron encarcelados en una cárcel de la Gestapo en Suwałki. No obstante, la enseñanza secreta polaca continuó hasta el final de la ocupación. En abril de 1940 los alemanes llevaron a cabo detenciones masivas de 150 polacos, 10 de los cuales fueron ejecutados públicamente en la plaza del mercado el 24 de abril de 1940, y el wójt de Gmina Sejny fue asesinado en Prudziszki el 26 de abril de 1940. Varios sacerdotes polacos fueron detenidos y deportados a los campos de concentración de Sachsenhausen, Soldau y Dachau, donde la mayoría murió. Dos sacerdotes sobrevivieron a los campos de concentración y a la guerra: uno, que también tenía la nacionalidad estadounidense, acabó estableciéndose en Estados Unidos, donde recibió tratamiento médico en los años siguientes, y el otro regresó a Polonia tras sobrevivir a los experimentos humanos nazis en Dachau. Los polacos fueron expulsados de las propiedades de la iglesia, que fueron entregadas a los alemanes como parte de la política del Lebensraum. Los alemanes robaron obras de arte y registros vitales de la iglesia local y los llevaron a Kaliningrado.
El 31 de agosto de 1944, la ciudad fue capturada por el Ejército Rojo y poco después fue entregada a las nuevas autoridades comunistas de Polonia controladas por los soviéticos .

### Período reciente y Sejny moderna
Después de la guerra, la población local, muy mermada durante la contienda, comenzó a recuperarse. Una notable afluencia de polacos reasentados desde las zonas polacas anexionadas por la Unión Soviética permitió una rápida reconstrucción de la ciudad. En 1956, tras la reforma administrativa de ese año, Sejny volvió a ser sede de un powiat. Aunque fue anulada en 1975, la nueva división administrativa de Polonia aprobada en 1999 la restableció. En última instancia, la despoblación puede volver a amenazar la actual organización administrativa local y regional.
Actualmente, Sejny es un notable centro de comercio, producción y turismo, con miles de turistas que visitan la ciudad cada año. En la ciudad hay una lechería y una fábrica de queso, así como numerosos hoteles.
Sejny es también un notable centro de la vida cultural de la minoría lituana en Polonia. Es la sede principal de la Sociedad Lituana de Polonia y del bisemanario Aušra. Los lituanos constituían el 7,9% (474) de los habitantes de la ciudad en 2002 y el 20,2% (4.271) de la población del condado de Sejny (powiat) en 2011. Debido a ello, allí hay un consulado lituano, así como un complejo escolar lituano (jardín de infancia, escuela primaria, gymnasium).

## Demografía
| 2002 – 6.010 habitantes, por nacionalidad: - polacos: 90,9% (5.466); - lituanos: 7,9 % (474); - rusos: 0,2 % (12); - otros – 1,0% (58). | 1921 - 2.254 habitantes, por nacionalidad: - polacos: 76,0% (1.714); - Judíos – 17,7% (399); - lituanos: 5,0 % (112); - rusos: 0,7% (15); - alemanes: 0,5 % (12); - bielorrusos – 0,1% (2). | 1897 - 3.778 habitantes, por idioma: - Judío - 50,8% (1.918); - Polaco - 40,4% (1.528); - lituano: 4,2 % (160); - Ruso – 2,5% (95); - Alemán – 2,0% (75); - Bielorruso – 1; - Tártaro – 1. |

## Atracciones turísticas destacadas

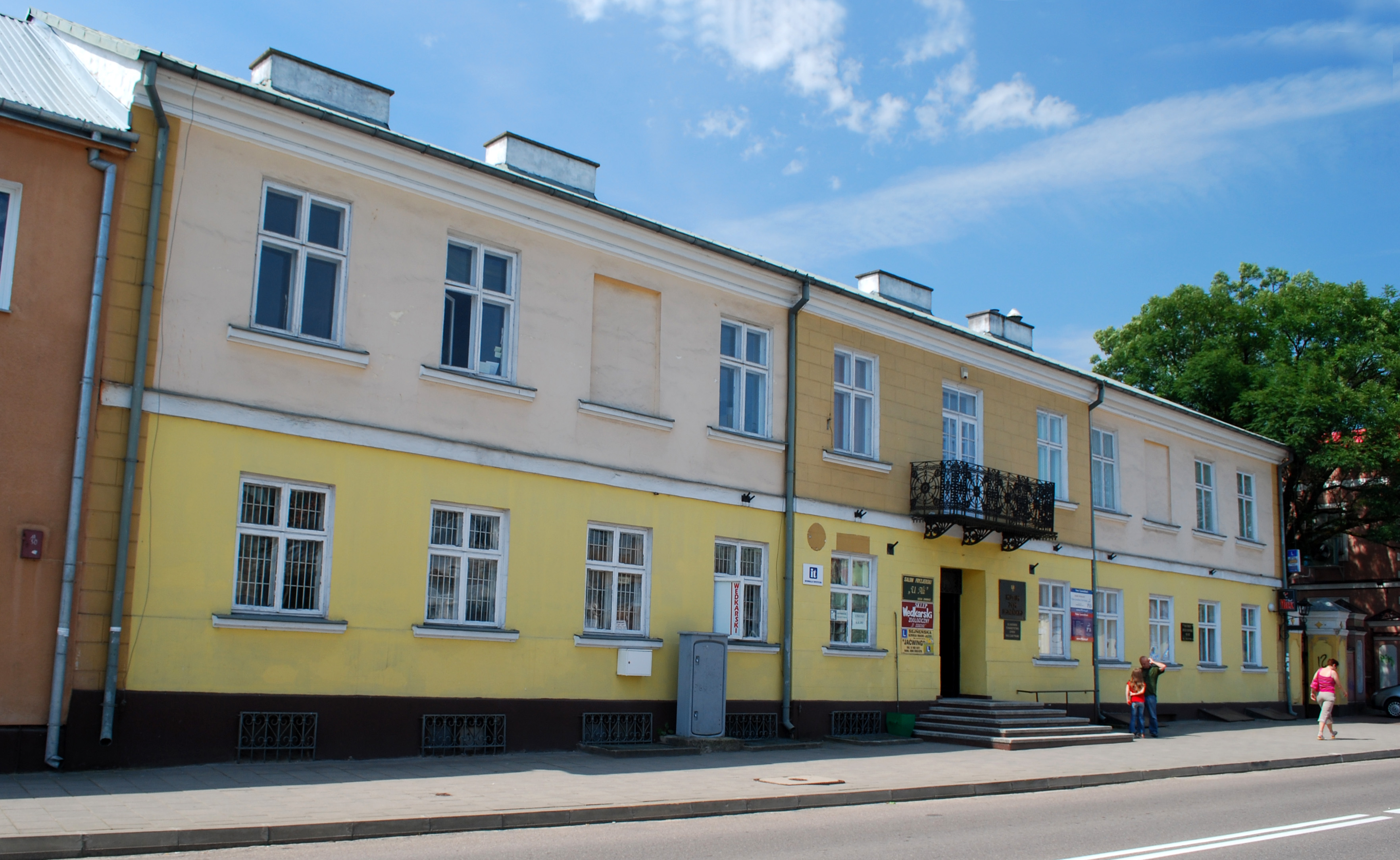
Museo local

- Monasterio de los dominicos (siglo XVII)
- Iglesia de la Asunción de Santa María
- Escultura notable de Nuestra Señora de Sejny
- Museo, ubicado en el antiguo Palacio Episcopal
- Ayuntamiento (1770)
- tres sinagogas: Sinagoga Blanca, Sinagoga Vieja, Casa Talmúdica
- Monumento al Levantamiento del Sejny
- Monumento a Antanas Baranauskas

## Personas notables asociadas con Sejny
- Antanas Baranauskas, poeta lituano y obispo católico de Sejny
- Vytautas Kairiūkštis, artista lituano nació aquí
- Aquí nació Ona Dokalskaitė-Paškevičienė, pintora estadounidense
- Szymon Konarski, el escritor pasó su infancia aquí

## Relaciones Internacionales

### Ciudades hermanas
Sejny está hermanada con:
- Anykščiai, Lituania